# Крк (острво)
Острво Крк (итал. Veglia) је уз суседно острво Црес највеће од 1246 острва Хрватске. Административно седиште острва је град Крк. Острво се налази у Приморско-горанској жупанији.
Површина острва је 405 Km², а на острву живи 17.860 становника (2001.). Највиша тачка острва налази се на 569 метара надморске висине. На острву је веома добро развијен туризам и то је главна привредна грана на Крку.
Од 19. јула 1980. године острво Крк повезано је са копном преко Крчког моста дужине 1430 m. (бивши Титов Мост), чији су радови започели у јулу 1976. спонзорством Јосипа Броза Тита. 
Већа насеља на острву су:
- Град Крк са 5.491 становника (2001.).
- Омишаљ, 2.998 становника
- Малинска, 2.726 становника
- Пунат, 1.876 становника
- Добрињ, 1.970 становника
- Башка, 1.554 становника

- Врбник, 1.245 становника

## Приказ у култури
Острво Крк је послужило као модел за израду мапе Еверон, у чешкој игри Operation Flashpoint: Cold War Crisis (2001).